# Joachim Kroll
Joachim Kroll (Hindenburg, 17 april 1933 - Rheinbach, 1 juli 1991) was een Duitse seriemoordenaar en kannibaal. In de periode 1955 - 1976 vermoordde hij 14 mensen, met name vrouwen en meisjes. Deze moorden waren allemaal seksueel getint en werden vaak gevolgd door mutilatie en kannibalisme. 
Eerst verkrachtte en vermoordde hij zijn slachtoffers, later ging hij ook delen van hun lichaam consumeren. De enige man die hij vermoordde was de vriend van een meisje dat hij had willen verkrachten. 
In 1976 werd Kroll uiteindelijk opgespoord en gearresteerd. Hij werd veroordeeld tot levenslange gevangenisstraf, en overleed als gevolg van een hartaanval op 1 juli 1991 in de gevangenis te Bonn.
In 1993 ondernam Belgisch kunstenaar Danny Devos een uitgebreid project genaamd "Jockel" waarin hij door middel van diverse kunstwerken en installaties een beeld van de moordenaar schiep.